# Саи Баба из Ширди

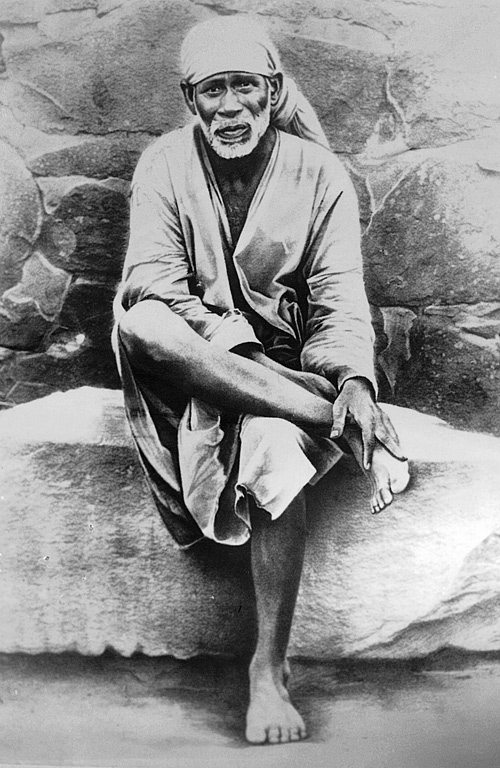

Саи Баба из Ширди (28 сентября 1835—15 октября 1918) — индийский гуру и святой, равно чтимый и индусами, и мусульманами. Некоторые из его почитателей-индусов уверены, что он был аватарой Шивы или Даттатрейи.
Имя «Саи Баба» имеет смешанное индо-персидское происхождение. Слово «Саи» (Sa-i, Sa’ih) на персидском языке означает «святой» и в исламе обычно сопровождает имена подвижников. «Баба» в индо-арийских языках означает «отец». Соответственно «Саи Баба» означает «святой отец».
Никому не известно, где родился Саи Баба, и кто были его родители. Неизвестна доподлинно и его жизнь до 16 лет, что служило возникновению множества различных предположений и теорий, пытающихся объяснить происхождение Саи Бабы.
Саи Баба проповедовал моральный кодекс любви, прощения, взаимопомощи, милосердия, нестяжания, внутреннего мира, почитания Бога и учителя. Всю жизнь в своем учении Саи Баба стремился примирить индуизм и ислам. Жил Саи Баба в мечети, похоронен был в индуистском храме, исполнял и индийские, и мусульманские обряды, и учил словами и образами, взятыми из обеих традиций. Одно из его известных изречений было: «Sabka Malik Ek» — «У всего только один Властелин», — корни этого афоризма идут из ислама и частично из суфизма.
Саи Баба остается очень популярным святым, и его почитают во всем мире. До сих пор продолжаются споры о его индуистском или мусульманском происхождении. Его почитали многие именитые индуистские и суфийские религиозные лидеры. Некоторые его ученики прославились как духовные учители и святые, такие, как Упасани Махарадж и Мехер Баба.

## Ранние годы
Происхождение Саи Бабы до сих пор неизвестно. Он никому не открыл, ни где родился, ни где рос. Многие общины заявляли, что он принадлежал им, однако никто не мог этого доказать. Известно, что он значительный период своей жизни провел с факирами. Одевался он, как мусульманский факир, регулярно посещал мечеть.
Впервые его увидели шестнадцатилетним мальчиком, сидящим под деревом ним в деревне Ширди, округ Ахмеднагар, Махараштра, Индия. Хотя среди его биографов нет согласия относительно даты этого события, принято считать, что в Ширди Саи Баба прожил около трех лет. Затем он на год исчез, и вернулся примерно в 1858 году, что позволяет считать годом его рождения 1838 год.
Жители деревни поражались, видя этого юного мальчика, практикующего столь строгую аскезу, не замечающего ни жары, ни холода, живущего в одиночестве и не страшащегося никого.
Его присутствие привлекало внимание жителей деревни. Набожные люди, такие, как Мхальсапати (Mhalsapati), Аппа Джогл (Appa Jogle) и Кашинатха (Kashinatha), часто посещали его, однако бывало и так, что деревенские мальчишки кидали камни в него, считая его сумасшедшим. Через некоторое время он покинул деревню, и ничего не известно о том, где он был, и что с ним происходило после этого. Есть, однако, указания на то, что он в это время встречался со многими святыми и факирами, и работал ткачом. Он утверждал также, что сражался вместе с армией принцессы Лакшми-баи из Джханси (Rani Lakshmibai of Jhansi) во время индийского восстания в 1857 г.

## Жизнь в Ширди
В 1858 году Саи Баба вернулся в Ширди вместе со свадебной процессией Чанд Патиля. Возле храма Кхандоба (Khandoba) его приветствовал священник этого храма, Мхальсапати (Mhalsapati), — он сказал: «Ya Sai», что значит: «Добро пожаловать, о святой!» Имя Саи пристало к нему, и через какое-то время он стал известен как Саи Баба. Примерно в это время Баба приобрел свой знаменитый стиль одеяния — халат до колен (kafni) и матерчатый головной убор. Рамгир Буа (Ramgir Bua), один из его почитателей, свидетельствует, что Баба выглядел крепким и подтянутым человеком, и носил длинные волосы, которые никогда не остригал. Лишь однажды он снял свой халат и головной убор, когда боролся с Мохдином Тамболи (Mohdin Tamboli). Его факирское облачение выдавало в нём мусульманина, и это поначалу служило причиной равнодушия и враждебности со стороны индуистского населения. Согласно Б. В. Нарасимхасвами (B.V. Narasimhaswami), «апостола» Бабы, такое отношение преобладало даже среди его почитателей в Ширди до 1954 г.
Четыре или пять лет Баба прожил под деревом ним. Он часто и надолго уходил в окрестные джунгли. Говорили, что он отчужден и необщителен, — Баба проводил много времени в медитации. Со временем его уговорили поселиться в старой мечети, и он жил там в одиночестве, просил подаяние и принимал почитателей из числа индусов и мусульман. В этой мечети он поддерживал священный огонь («dhuni»), и получал священный пепел («Udhi»), чтобы одаривать им гостей на прощание. Люди были уверены, что этот пепел имеет целительную силу и оберегает от опасностей. В первый раз он продемонстрировал это действие местному лекарю-хакиму, исцелив болезнь наложением пепла. Баба проводил духовные беседы со своими гостями, советовал читать священные индуистские тексты и Коран, особенно настаивал на постоянном повторении имени Бога (dhikr, japa). Часто он выражал свои мысли в иносказательной форме, используя метафоры, символы и аллегории. Он принимал участие в религиозных фестивалях. Ещё у него был обычай готовить еду для своих гостей, которой он угощал их в качестве прасада. Развлечением его были религиозные танцы и пение (больше всего он любил песни Кабира). Иногда он мог быть грубым или вспыльчивым.
После 1910 года слава Саи Бабы распространилась до Мумбаи. Множество паломников стало приходить к нему, почитая его как святого, чудотворца и даже как аватару Бога. Они построили его первый храм в Бхивпури (Bhivpuri), Карджат (Karjat), как того желал он сам.

## Махасамадхи
Саи Баба покинул этот мир (принял Махасамадхи) 15 октября 1918 года в 14.30. Он умер на коленях у одного из почитателей, не оставив никакого имущества, и был похоронен в Бути Вада (Buty Wada), как сам он хотел. Позднее здесь был воздвигнут храм (мандир), известный как «Самадхи-мандир».

## Знаменитые последователи
Саи Баба не оставил ни преемников, ни учеников. Некоторые последователи Саи Бабы прославились как духовные деятели, — таковы были Упасани Махарадж из Шакори и Мехер Баба из Ахмеднагара. После того, как Саи Баба покинул мир, его почитатели предлагали ежедневный обряд поклонения Упасани Махараджу, когда он, дважды с интервалом в 10 лет, посещал Ширди.

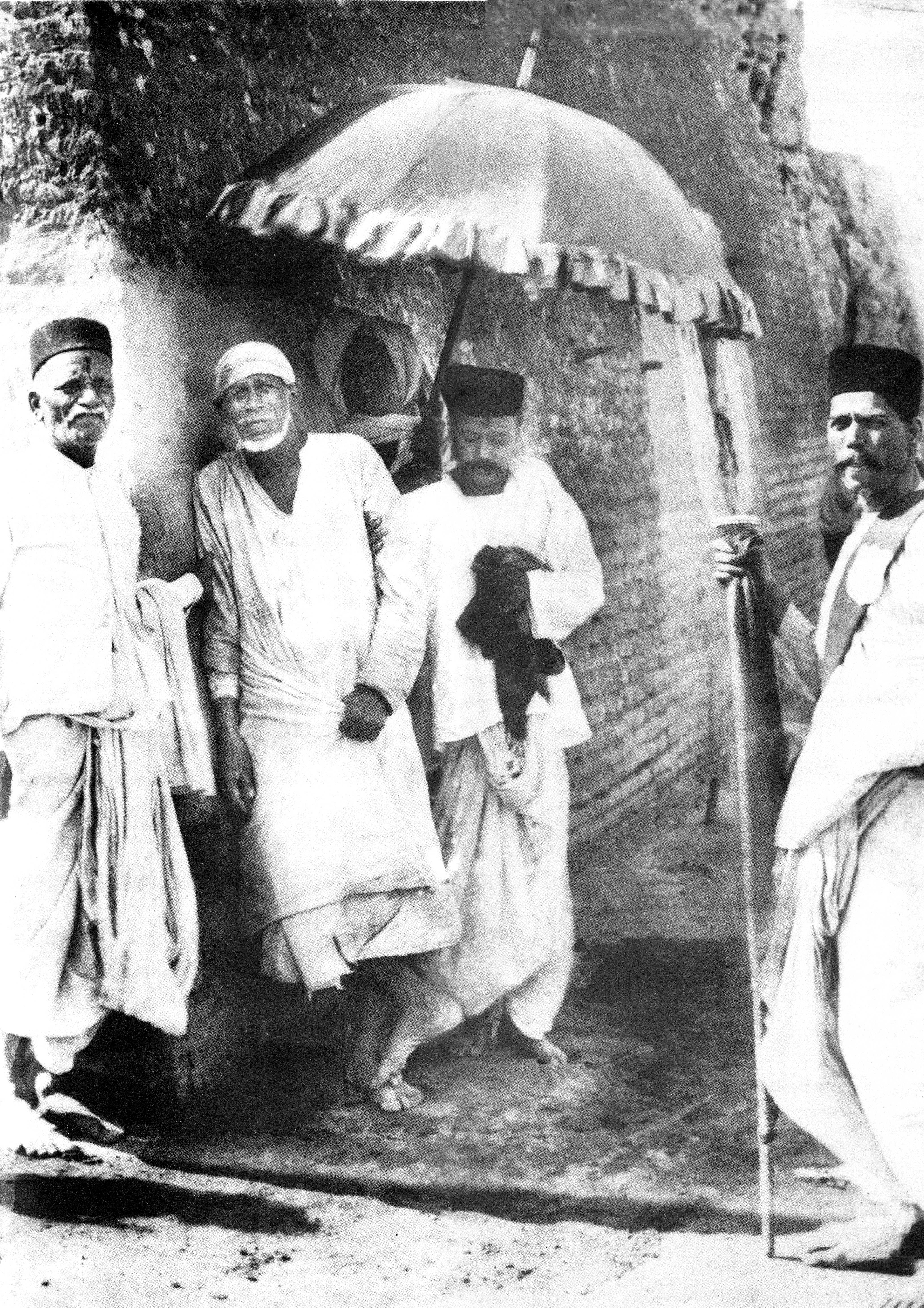
Саи Баба возле своей мечети с последователями

## Учение и деятельность
В своей практике Саи Баба соблюдал как индуистские, так и исламские религиозные обряды. И, хотя сам Саи Баба вел аскетический образ жизни, своим последователям он советовал не оставлять обычного быта и семьи, но усердно молиться, петь имя Бога и читать священные тексты. Мусульманам он говорил читать Коран, а индуистам — Рамаяну, Бхагавад Гиту и комментарии к ней, и другие. Советовал вести праведную жизнь, помогать другим, с любовью заботиться о них и развивать в себе два важнейших качества: веру (Shraddha) и терпение (Saburi). Атеизм он критиковал и осуждал. Особое значение он придавал двум требованиям: во-первых, человек должен неуклонно исполнять свои обязанности, без стремления получить какую-либо выгоду, а во-вторых, человек не должен роптать, и ему следует сохранять довольство жизнью вне зависимости от обстоятельств.
Саи Баба толковал религиозные тексты обеих вер. Люди, которые находились рядом с ним, впоследствии рассказывали, что он очень хорошо знал эти тексты и глубоко понимал их. Его объяснение значения индуистских книг были в духе Адвайта Веданты, с множеством элементов бхакти. Эти три основных духовных пути индуизма — Бхакти Йога, Джняна Йога и Карма Йога — пронизывали все его учение. Даже мечеть свою Саи Баба назвал по-индуистски — Дваракамаи (Dwarakamai).
Саи Баба говорил, что Бог пронизывает все вещи в мире и живёт во всяком живом существе, — Бог и есть их сущность. Это его представление о существовании единого Бога было близко исламскому таухиду и индийской доктрине, изложенной в Упанишадах. Саи Баба говорил, что мир и то, что может человек, преходящи, и только Бог и его дела вечны. Человек должен почитать Бога и быть покорным его воле. Но он должен также верить и почитать своего духовного учителя, гуру. Шри Саи говорил, что человек — это душа, а не тело. Поэтому он должен работать над своей душой, борясь с отрицательными сторонами своего характера и культивируя в себе хорошие качества. Судьба же человека предопределяется его прошлыми делами — кармой.
Саи Баба не писал книг и не оставил никаких текстов. Его проповедь состояла больше из коротких и емких высказываний, нежели из пространных поучений.
Случалось, что Саи просил у своих последователей деньги (дакшину), которые он в тот же день отдавал беднякам и тратил остатки на спички. Как его последователи объясняли впоследствии, он делал это ради их блага и с целью избавить их от жадности и материальной привязанности.
Щедрость и стремление делиться с другими очень приветствовалась Саи. Он говорил:
В мире все взаимосвязано, и ничто не приходит из ниоткуда. И если кто-то приходит к тебе, не гони его прочь, но прими с добром и почетом. Ты порадуешь Шри Хари (Бога), если напоишь жаждущего, накормишь голодного, оденешь нагого и укроешь под своей крышей усталого странника. Если кто-то хочет денег от тебя, а ты не хочешь давать, — не давай, но не облаивай его, как собака.

Вот ещё его любимые высказывания: 
«Не бойся, я с тобой»
«У Него нет начала… у Него нет конца»

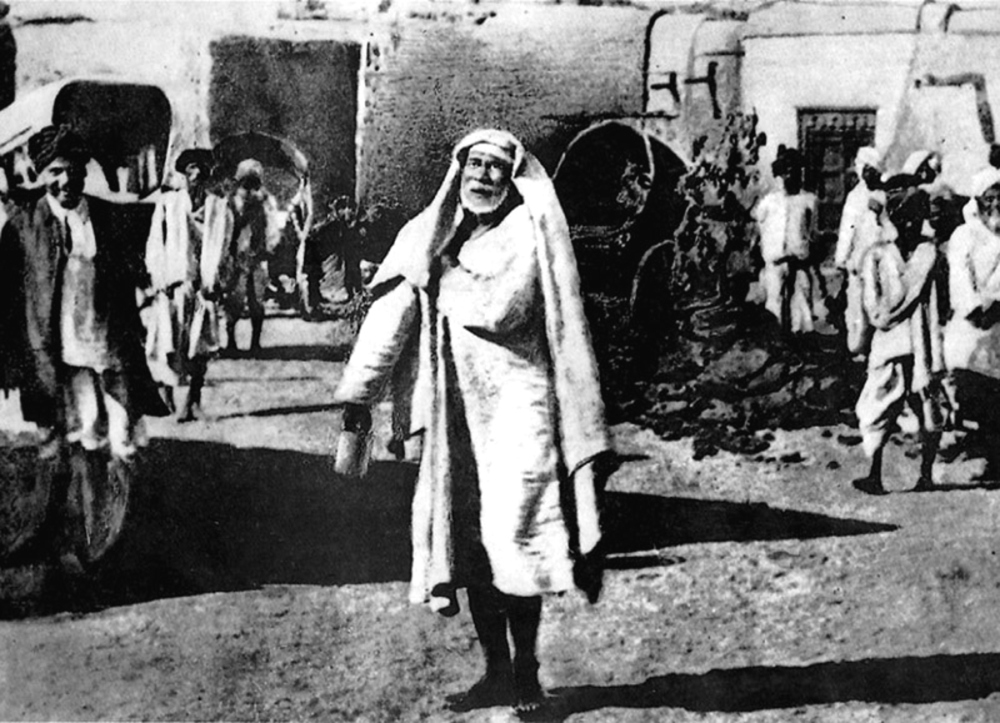
Саи Баба (1918)

### Одиннадцать Заверений Шри Саи
1. Кто бы ни ступил на землю Ширди, его страданиям пришел конец.
2. Жалкие и несчастные окунутся в море радости и счастья, как только они поднимутся на ступеньки Моей мечети.
3. Даже оставив земное тело, Я всегда буду деятельным и сильным.
4. Моя могила будет благословлять. Она будет откликаться на просьбы преданных.
5. Я буду деятельным и сильным даже в Своей могиле.
6. Мои останки будут говорить из могилы.
7. Я буду жив вечно, чтобы помогать и вести всех, кто приходит ко Мне, кто предается Мне и кто ищет прибежище во Мне.
8. Если ты посмотришь на Меня, то Я посмотрю на тебя.
9. Если ты переложишь свой груз на Мои плечи, то Я, конечно же, понесу его.
10. Если ты ищешь Моего совета или помощи, они будут немедленно дарованы тебе.
11. В домах Моих преданных никогда не будет недостатка.

## Поклонение Саи Бабе и его последователи
Движение поклонников Саи Бабы началось в XIX веке, при его жизни, хотя он всегда оставался в Ширди. Как полагают, первым последователем Саи Бабы был местный священнослужитель храма Кхандобы, Мхальсапати. Однако в XIX веке его последователи представляли собой лишь небольшую группу жителей Ширди и немногих людей из других частей Индии. Развиваться это движение начало только в начале XX века, особенно с 1910 года, когда Дас Гану (Das Ganu), один из последователей Саи, со своими шествиями-санкиртанами разнес славу Саи Бабы по всей Индии. Тогда множество индусов и мусульман стали приезжать в Ширди. Индусы воздавали ему почести по индуистским обычаям, мусульмане почитали его как мусульманского святого. В последние годы жизни Саи даже христиане и зороастрийцы стали присоединяться к этому движению.
Особенно почитают Саи Бабу в штате Махараштра. Храм Саи Бабы в Ширди до сих пор привлекает паломников, и там ежедневно совершаются богослужения. Ширди — одно из самых популярных мест паломничества в Индии. В Махараштре основана религиозная организация последователей Саи Бабы, называемая Обществом Шри Саи Баба Санстхан (Shri Saibaba Sansthan Trust), хотя далеко не все его последователи принадлежат этой или другим посвященным ему религиозным организациям. Первый храм Саи Бабы находится в городе Бхивпури, Карджат.
Теперь почитатели Саи Бабы распространены во всем мире. Его изображение очень популярно в Индии. Согласно статистике, храм Саи в Ширди ежедневно посещают двадцать тысяч паломников, а в дни религиозных праздников их количество достигает ста тысяч. Издательские дома, даже не имеющие отношения к религии, издают книги, написанные о нём его последователями.
За пределами Индии движение Саи Бабы из Ширди распространилось в США и в Карибском регионе, его храмы и организации его поклонников существуют также в Австралии, Малайзии и Сингапуре. Это одно из основных индуистских движений в англоговорящих странах.
У Саи Бабы было много известных последователей:
- Нана Чандоркар (Nana Chandorkar) — губернатор штата. Легенда гласит, что Баба спас его дочь при тяжелых родах.
- Мхасальпати (Mhasalapathi) — священнослужитель храма Кхандобы в Ширди. Он был первым, кто назвал Бабу — Саи Баба.
- Ганапати Рао (Ganapathi Rao) — известный как Дас Гану, он был полицейский констебль, позднее ставший аскетом.
- Татья Патиль (Tatya Patil) — сын Дас Гану, он безмерно верил в Саи Бабу и служил ему до самой смерти.
- Мадхава Рао Дешпанде (Madhava Rao Deshpande), позднее известный как Шама, — один из самых преданных поклонников Саи.
- Хемадпант (Hemadpant) — Баба позволил ему записывать свои слова и написать книгу „Саи Сат Чаритра“ (Sai Sat Charitra).

## Сообщения о чудесах
Миллионы почитателей и последователей Саи Бабы верят, что он совершил множество чудес. Некоторые из них: нахождение в двух местах одновременно, снятие порчи, исцеление неизлечимых болезней, помощь людям чудесными способами, чтение мыслей. Рассказывают о его необыкновенных способностях йога — левитации, вхождение в состояние Самадхи по собственному желанию, отделение частей своего тела и присоединение их обратно (Кханда Йога). Жители Ширди много рассказывают о его чудесах, Некоторые из них описаны в книгах.
По множеству свидетельств, Саи являлся своим последователям после его смерти, — во сне, в видениях, даже в физической форме, давал им советы и помогал.

## Исторические источники
Биографы Саи Бабы из Ширди (например, Govindrao Raghunath Dabholkar, Acharya Ekkirala Bharadwaja, Smriti Srinivas, Antonio Rigopolous) основывались на рассказах людей, знавших и говоривших с Саи Бабой. Кроме того, они использовали дневник, который вел в Ширди Ганеш Шрикришна Кхапарде (Ganesh Shrikrishna Khaparde). Предположения о неизвестном периоде жизни Саи Бабы они делали на основании собственных рассуждений.
один из наиболее важных источников информации о жизни Саи Бабы — это Шри Саи Сатчаритра (Shri Sai Satcharitra), написанная на языке маратхи в 1916 году Говиндрал Рагхунатхом Дабхолкаром (Хемадпантом, как его называл Саи). Здесь описаны жизнь Саи, его учение и чудеса. Эта книга была переведена на английский Нагешем Васудеванандом Гунаджи (Nagesh Vasudevanand Gunaji).
Другим значимым источником сведений о Саи Бабе являются книги Б. В. Нарасимхасвами, такие, как „Учение Шри Саи Бабы“ („Sri Sai Baba’s Charters“) и „Изречения, или Впечатления почитателя Саи Бабы“ („Sayings or Devotee’s Experiences of Sai Baba“).
Всеохватывающим исследованием жизни и деятельности Саи Бабы является книга „Шри Саи Баба и его учение“ („Sri Sai Baba and His Teachings“), написанная Ачарьей Эккирала Бхарадваджей.

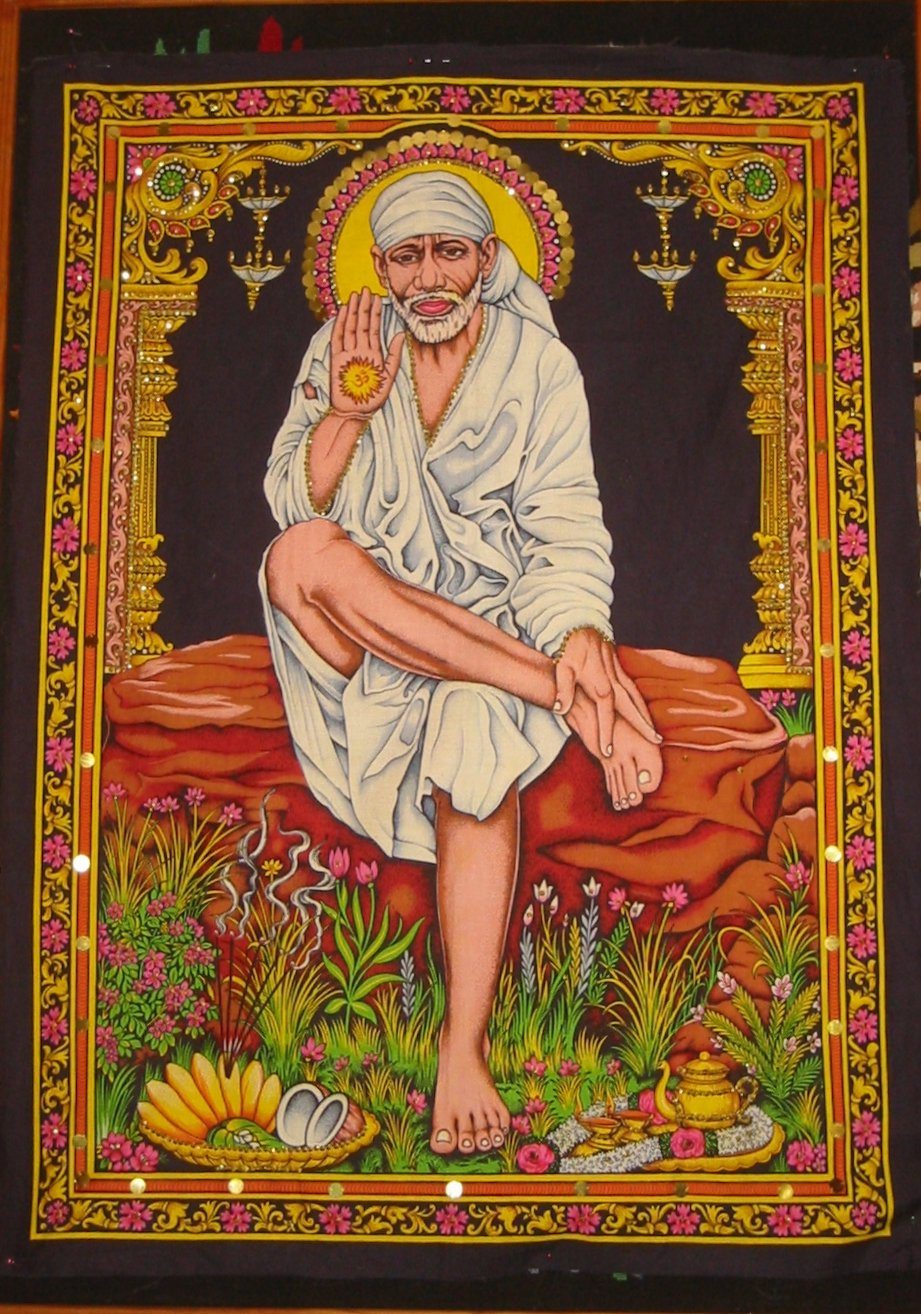
Изображение Саи Бабы на гобелене

## В разных религиях

### В индуизме
При жизни Саи индуистский святой Ананданатх из Йевалы (Anandanath of Yewala) называл Саи Бабу „духовным алмазом“. Другой святой, Гангагир (Gangagir) назвал его „бриллиантом“.» Шри Бедкар Махараджа (Sri Beedkar Maharaj) очень почитал Саи Бабу и, встретившись с ним в 1873 году, удостоил его звания своего Великого гуру. Саи Баба был очень уважаем Васудеванандой Сарасвати (Темби Свами, Tembye Swami), а также почитаем шиваитскими йоги, к группе которых (Nath-Panchayat) он принадлежал. Свами Калешвар (Swami Kaleshwar) публично служил Саи Бабе и называл его великим святым и своим учителем.

### В других религиях
Некоторые суфии считали Саи Бабу суфийским святым. Мехер Баба объявил Саи Бабу Qutub-e-Irshad — высшим из пяти великих учителей. Зорастрийцы почитали его как одного из парсских святых, — он был наиболее популярным незороастрийским религиозным деятелем, который привлекал внимание зороастрийцев.

## В культуре

### Сакральное искусство и архитектура
В Индии почти в каждом городе есть хотя бы один храм Саи Бабы из Ширди. Несколько храмов находятся и вне Индии. В мечети в Ширди, в которой жил Саи Баба, находится его портрет в полный рост, выполненный Шама Рао Джайкаром (Shama Rao Jaykar), художником из Мумбаи. Множество скульптур, изображающих Саи Бабу, существует в местах поклонения ему. Одна из них, выполненная в мраморе скульптором по имени Баладжи Васант Талим, находится в Самадхи Мандир в Ширди, где был похоронен Саи Баба.
В храмах Саи Бабы его почитатели исполняют духовную музыку разных направлений.
Индийский Почтамт в мае 2008 года выпустил памятную марку о Саи Бабе.

### Кино и телевидение
- В индийском кинематографе снято много фильмов о Саи Бабе. Это «Shirdi ke Sai Baba» (1977, хинди), «Sri Shirdi Saibaba Mahathyam» (1986, телугу), «Bhagavan shri Sai Baba» (1989, каннада), «Sai Baba» (1993, маратхи), «Shirdi Sai Baba» (2001, хинди), «Ishwarya Avatar Sai Baba» (2005, хинди), «Malik Ek» (2008, хинди).
- В популярном хинди фильме «Амар, Акбар, Антони» 1977 года Риши Капур сыграл роль Акбара, мусульманского певца, который пел песню «Shirdi Wale Sai Baba» в храме (композитор Л. Пьярелал, стихи Ананда Бакши, исполнял Мохаммед Рафи). Эта песня стала хитом и исполняется до сих пор.
- На хинди телевидении был снят сериал «Саи Баба» (Star Plus, 2006, реж. Рамананд Сагар, в гл. роли Мукул Наг). Это сериал передают на тамильском канале Star Vijay, по пятницам с 19:00 до 20:00.
- Ещё один сериал о Саи Бабе (реж. проф. С. В. Виджендра) передают в сети Star TV (Хайдерабад) по воскресеньям с 20:00 до 21:00.